# Lecithaster minimus
Lecithaster minimus är en plattmaskart. Lecithaster minimus ingår i släktet Lecithaster och familjen Hemiuridae. Inga underarter finns listade i Catalogue of Life.